# Tasiusaq (Kujalleq)
Pour les articles homonymes, voir Tasiusaq.
Tasiusaq (Tasiussaĸ avant 1973) est un village groenlandais situé dans la municipalité de Kujalleq près de Nanortalik au sud du Groenland. La population était de 44 habitants en 2019. La seule forêt naturelle du Groenland, qui se trouve dans la Vallée de Qinngua, est située sur son territoire.